# Hierococcyx bocki
El cuco oscuro (Hierococcyx bocki) es una especie de ave cuculiforme de la familia Cuculidae propia del sur de Asia. Anteriormente era considerada una subespecie del cuco grande (Hierococcyx sparverioides) pero en la actualidad es tratada como especie separada. El nombre científico de la especie conmemora al explorador noruego Carl Alfred Bock.

## Distribución
Se distribuye en el sur de la península de Malaca, el este de Borneo y en Sumatra.